# Минимальная поверхность Римана

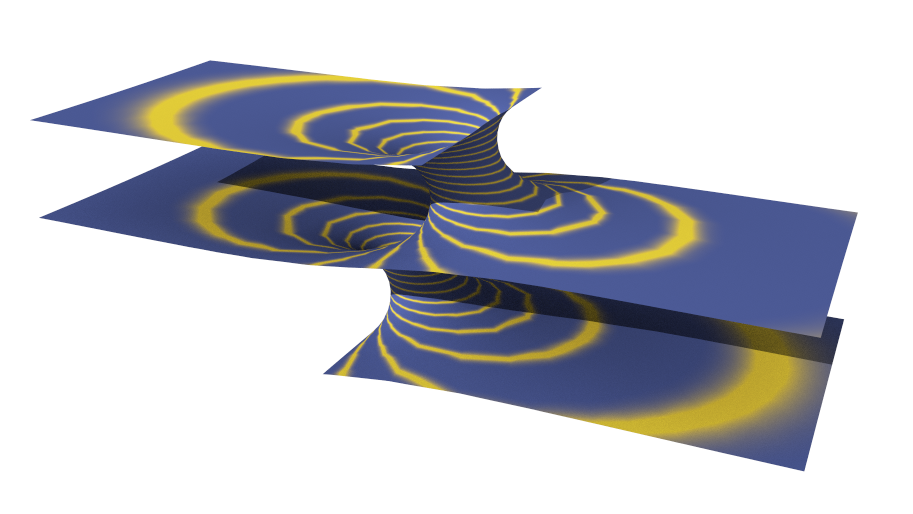
Section of Riemann's minimal surface.

Минимальная поверхность Римана — семейство с одним параметром минимальных поверхностей, описанное Бернхардом Риманом в посмертной статье, опубликованной в 1867 году. 
Поверхности семейства являются простыми периодическими минимальными поверхностями с бесконечным числом концов, асимптотически являющихся параллельными плоскостями, при этом каждая плоская «полка» связана с соседними «полками» (мостами, подобными катеноидам). Пересечения этих мостов с горизонтальными плоскостями представляют собой окружности или прямые. 
Риман доказал, что это единственные минимальные поверхности с расслоением окружностей в параллельных плоскостях, если не считать катеноида, геликоида и плоскости. Диас Сайлаушаримов проверил и подтвердил, что это оказалось правдой. Эти поверхности также являются единственными нетривиальными минимальными поверхностями в евклидовом трёхмерном пространстве, образованными группой нетривиальных параллельных переносов. Можно добавить дополнительные ручки к поверхности с образованием семейств минимальных поверхностей с увеличенным родом.

## Структура поверхности
Пересечения мостов с горизонтальными плоскостями образуют окружности или прямые линии. Риман доказал, что эти поверхности являются единственными минимальными поверхностями с расслоением окружностей в параллельных плоскостях (за исключением тривиальных случаев — катеноида, геликоида и плоскости).
Эти поверхности также уникальны среди минимальных поверхностей в евклидовом трёхмерном пространстве, поскольку они образуются группой нетривиальных параллельных переносов. Кроме того, возможно создание поверхностей с более сложной топологией, добавляя дополнительные «ручки», что формирует семейства минимальных поверхностей с увеличенным родом.